# Ocotea illustris
Ocotea illustris är en lagerväxtart som beskrevs av Henry Hurd Rusby. Ocotea illustris ingår i släktet Ocotea och familjen lagerväxter. Inga underarter finns listade i Catalogue of Life.